# Emil Diener
Emil Diener – szwajcarski bobsleista, złoty medalista mistrzostw świata.

## Kariera
Największy sukces w karierze osiągnął w 1935 roku, kiedy wspólnie z Reto Capadruttem zwyciężył w dwójkach podczas mistrzostw świata w Igls. Był to jednak jego jedyny medal wywalczony na międzynarodowej imprezie tej rangi. Nigdy nie wystąpił na igrzyskach olimpijskich.